# 蒂爾嫩
蒂爾嫩是瑞士的城鎮，位於該國北部，由巴塞爾鄉村州負責管轄，面積2.25平方公里，海拔高度391米，2012年人口1,354，六成人口信奉基督教，人口密度每平方公里602人。

## 外部連結
- Official website （页面存档备份，存于） （德文）